# José Miguel Prieto
José Miguel Prieto Castillo, (Albacete, 22 de noviembre de 1971) es un exfutbolista español. Jugaba de defensa central. Formado en las categorías inferiores del Albacete Balompié, con 17 años ficha por el Sevilla FC, equipo en el que desarrolla toda su carrera deportiva. En la actualidad, dirige una escuela de fútbol en la localidad sevillana de Sanlúcar la Mayor, el CD Diez. Además, ha sido comentarista para Canal Sur, Antena 3 y en la actualidad, para la Cadena COPE, donde comenta los partidos del Sevilla. Su hija, Alba, juega en la Liga Femenina de Baloncesto de España en el CB Ensino Lugo.
Fue internacional sub-17, sub-18 y sub-21, en la que llegó a ser el capitán y quedar tercero en la Eurocopa de Francia de 1994.

## Trayectoria
- 1988-1989 Albacete Balompié
- 1989-2003 Sevilla FC